# 태안 사설 해병대 캠프 실종 사고
태안 사설 해병대 캠프 실종 사고(泰安私設海兵隊-失踪事故)는 2013년 7월 18일, 충청남도 태안군 안면도에서 열린 사설 해병대 캠프에 참가했던 공주대학교 사범대학 부설고등학교 학생들이 구명조끼를 벗고 바다로 들어가라는 교관의 지시를 따르다가 깊은 갯골에 빠진 뒤 그중 5명의 학생들이 파도에 휩쓸려가 실종, 사망한 사건이다.

## 사건 개요
캠프 둘째날인 18일 안면도 앞바다에서 공주사대부고 학생 197명은 두개 조로 나뉘어 보트 훈련을 받았다. 고무보트 8대에 10명씩 탑승하여 바다로 나갔던 첫 번째 조가 오후 5시경에 모래사장으로 돌아왔다. 이 첫 번째 조의 학생 80명은 교관의 지시에 따라 구명조끼를 벗어 다음 조 학생들에게 구명조끼를 넘겨준 뒤 바닷가에서 대기하다가, 교관의 지시에 따라 바다로 들어갔다. 교관이 벌을 주기 위해 10여 명씩 줄을 세우고는 학생들한테 차례로 뒷걸음치며 바다에 들어가게 한 탓에, 바닥이 움푹 파인 '갯골'에 학생들 중 23명이 무방비 상태로 빠져버리게 된다.
갯골에 빠진 학생들이 허우적대면서 현장에 있던 교관 둘에게 살려달라고 소리쳐 애원을 하는데도, 교관들은 그저 쳐다보기만 할 뿐 구하려 하지도 않고 그저 호각을 불어대면서 빨리 나오라고 재촉만 했다. 뒤쪽에 있던 다른 학생들이 서로 손을 연결해서 갯골에 빠진 친구들을 구조해냈다. 학생들의 이런 노력으로 여러 명을 구해냈으나, 5명은 끝내 나오지 못하고 실종됐다. 하지만 교관들은 5명이 사라졌다는 학생들의 말을 믿지 않고, 그 5명은 숙소에 가 있을 거라면서 숙소를 찾아보게 하는 어처구니 없는 처신으로 구조할 시간을 허비했다. 숙소에도 없자 그제서야 사고가 난 지 30분이 지난 후에야 해양경찰에 신고했다.
신고가 접수된 후 해양경찰은 대대적인 수색작업을 벌였으나, 실종된 지 만 하루 만인 7월 19일, 5명 모두 사망한 시신으로 인양되었다.
시신 인양 이후 빈소가 마련된 뒤, 유가족들은 해당 사고에 대한 진상규명과 미허가 사설 캠프의 폐지를 요구하며 장례식을 무기한 연기한 것을 발표했다. 이 후 학교 측과 협의를 거쳐 7월 24일 공주사대부고 운동장에서 영결식을 거행하기로 결정했다. 7월 24일 진행된 영결식에는 안희정 충남도지사와 서남수 교육부장관을 비롯한 재학생 및 시민들이 참석했다. 영결식 직후 학생들의 시신은 천안추모공원으로 옮겨져 화장되었으며, 추모공원 납골묘에 합동 안장되었다.
2013년 10월 25일, 참사 100일을 맞아 이들의 납골묘에 묘비가 제막되었다.

## 사건 후 조치
경찰은 사건 당시 현장에 있었던 사고 책임자인 훈련교관 김모(37)씨와 이모(30)씨, 그리고 교육훈련 본부장인 이모(44)씨 등 세 명에 대해 업무상 과실치사 혐의로 구속영장을 신청했다.
공주사대부고의 이상규 교장은 사태에 대한 책임을 지고 사퇴하겠다고 밝혔으나 유족들은 사퇴가 아닌 파면을 요구하며 항의했다. 자진 사퇴 시에는 공무원 연금이 감액되지 않지만, 파면을 당할 경우 연금을 일체 수령할 수 없다. 교육부는 7월 21일, 공주사대부고 이상규 교장의 직위를 해제한다고 발표했다. 이후 10월 공주대 총장이 공주사대부고 교장을 파면하였다. 하지만 징계를 받은지 한 달 뒤인 11월 12일, 전 교장이 교원소청심사위원회에 소청심사(징계처분 등에 대해 이의를 제기하는 경우 이를 심사하고 결정하는 행정심판 제도)를 제기했다. 전 교장은 “그럴만한(소청심사) 사안이 된다고 생각해서 변호사와 상의해 소청심사를 제기한 것”이라며 “학교와의 일이고 유족들과는 상관없다고 생각한다”고 주장했다. 반면 유족 대표 이후식은 "가장 큰 책임을 지고 있는 사람이 학생 관리를 맡았던 교장"이며 "사고 이후 아이들 장례식장에서 눈물을 글썽이며 모든 책임을 지겠다"고 말하였다면서, "파면보다 더 큰 벌을 받아야 한다"고 주장했다.
교육부에서는 앞으로 사설 해병대 캠프에 초,중,고등학생들의 참가를 금지하기로 결정했다.
대한민국 해병대 사령부가 개최한 정식캠프가 아니라 민간 사설 해병캠프에서 발생한 일이지만, '해병대'라는 명칭이 붙어 있는데다가, 실제 사고에 책임이 있는 캠프교관들도 모두 해병대 출신들이었기 때문에 해병대도 국민들의 따가운 시선을 피할 수 없게 되었고, 이에 해병대 사령부 측은 이번 사고에 대한 도의적인 책임을 통감한다며 유가족들에게 위로를 전하였다. 또한 '해병대 캠프'의 상표 등록을 검토하겠다고 발표했다.

## 문제점들

### 무자격 교관들
해경은 조사 결과 당시 사고 현장에 있던 교관들이 모두 해병대 출신들이었다고 밝혔다. 경기도 성남시 분당의 소규모 여행사가 해병대 전역자들을 교관으로 채용하여 캠프를 운영했던 것이다. 문제는 그냥 해병대 예비역들일 뿐이지, 인명구조사 자격증 등 정작 캠프 교관으로서 필요한 자격증은 갖추지 않은 무자격 교관들이었다는 점이다.
이런 검증되지 않은 교관들이다 보니, 갯골의 위험성을 알고 있던 인근 지역 주민들이 해병캠프 측에 바다 훈련 자제를 촉구했는데도 캠프 측에서는 이 말을 무시한 채 무리한 훈련을 서투르게 강행했고, 학생들이 교관들 때문에 갯골에 빠져서 생명이 위급한 상황인데도 교관들은 적절한 조치를 취하지 못한채 그저 구경만 하고 있었던 것이다.
게다가 해당 해병대 캠프의 교관들은 이전에도 상식 이하의 수준을 보였었다, 이 해병대 캠프의 근거지인 태안 안면도 유스호스텔에서 근무했던 직원의 말에 의하면, 그 캠프 교관들은 학생들에게 입에도 담기 힘든 욕설을 하는가 하면, 치마를 입은 여학생들에게 엎드려뻗쳐를 시켜놓고 치마를 들여다보며 웃거나, 여학생에게 '술을 줄테니 예쁘게 화장하고 오라'는 등 성희롱까지 하였다고 한다.

### 학교측의 부주의
학교측에서도 제대로 된 사전 조사 없이 부실 업체를 선정한데다가, 사고가 발생한 지 한 시간이 훨씬 지나도록 교사들은 사태파악도 못하는 것에 대해 책임 부족에 대한 비판을 받았다. 그러나 이는 사건을 업체측에서 해결하기 위한 교관들의 지시로 인해 교사들은 사건 발생 후 몇 시간 동안 사건에 대한 언질조차 받지 못한 것으로 드러났다.

### 군대식 캠프로 인한 군사 문화 주입
민간 사회인데도 극기훈련의 명목으로 학생들에게 군사 문화를 강요하는 것 자체가 시대착오적 발상이라는 비판의 여론이 빗발쳤다.